# Жюрайтис, Альгис Марцелович
А́льгис Марцелович Жюра́йтис (лит. Algis Žiūraitis; 27 июля 1928, Расейняй — 25 октября 1998, Москва) — советский и литовский дирижёр. Дирижёр Большого театра (с 1960). Народный артист РСФСР (1976), лауреат Государственной премии СССР (за балет «Ангара» в постановке Юрия Григоровича, 1977).

## Биография
В 1950 году окончил Вильнюсскую консерваторию (класс фортепиано Стасиса Вайнюнаса), в 1958 — Московскую консерваторию (класс дирижирования Николая Аносова).
С 1947 года был концертмейстером Оперной студии Вильнюсской консерватории, с 1950 года — концертмейстер Литовского театра оперы и балета. В 1951 году дебютировал в этом театре в качестве дирижёра (опера С. Монюшко «Галька»).
С 1955 года — в Москве: сначала дирижёр-ассистент Большого симфонического оркестра Всесоюзного радио, с 1958 года — дирижёр Москонцерта, а с 1960 года — дирижёр Большого театра СССР. В 1990-е годы активно участвовал в забастовке, которой была ознаменована смена власти в Большом театре.
В 1997 году последний раз побывал на родине, дирижировал в Литовской национальной опере.
Скончался 25 октября 1998 года после диагностированного годом ранее в Литве онкологического заболеванияисточник.
Похоронен на Аксиньинском кладбище в Одинцовском районе Московской области, неподалёку от загородного дома, где он жил вместе с Еленой Образцовой.

### Личная жизнь
Жюрайтис был женат четыре раза, имел двух детей (дочь — Аудроне Жюрайтите, музыковед, профессор Литовской академии музыки и театра, сын — Алексей).
Последняя жена с 1982 года и до конца жизни — Елена Образцова. На склоне лет Жюрайтис крестился в православие с именем Александр.
Наиболее близкими друзьями дирижёра были оперные певцы Муслим Магомаев и Тамара Синявская.

## Творчество
В равной степени отдавал дань увлечения и опере, и балету, музыке классической и современной. Его репертуар насчитывал более 60 названий.
Скрипач Артур Штильман, работавший в Большом театре в 1966—1979 годах, утверждал, что Жюрайтиса как дирижёра отличали холодность, дистанцирование от оркестра и его солистов, нарциссизм, глубокое самолюбование и «непоколебимая вера в свой необыкновенный дирижёрский талант»: 

…Технически он делал всё правильно и достаточно точно, но его дирижирование несло чувство холода и отторженности как от окружающих его людей, так и от глубинной сущности — души самой музыки. Главной целью его выступлений <…> всегда казалась не музыка композитора, а он сам. …Он ясно ощущал себя на огромной высоте над всеми как в жизни, так и в своей работе, и на такой высоте он и оставался — в полном одиночестве — в ощущении своей необыкновенной значимости.— Артур Штильман
.
В то же время Штильман считал, что как дирижёр балетных спектаклей Жюрайтис, обладая отличной памятью, мало завися от партитуры и хорошо зная специфику балета, «был вполне на своём месте». Когда же дело касалось тонкостей музыки как таковой, он уступал «в гибкости, вкусе, теплоте» другому дирижёру театра — Александру Копылову.
Жюрайтис неоднократно переделывал текст партитур исполняемых им сочинений — так, в последней части Шестой симфонии Чайковского он сделал вписки в ноты, согласно которым первые и вторые скрипки должны были играть в унисон, а не так, как написано Чайковским.
Согласно тому же Штильману, Жюрайтис дирижировал «длинной дирижёрской палкой, наподобие небольшого бильярдного кия». Согласно другим источникам, он, в отличие от большинства коллег, не использовал дирижёрскую палочку вовсе и управлял оркестром исключительно руками. Так, когда в Японии артиста спросили, почему он не пользуется палочкой, Жюрайтис ответил: «Палочками я ем, а не дирижирую».

### Дирижёр-постановщик

#### Балеты
- 1960 — «Спартак» А. И. Хачатуряна
- 1960 — «Ванина Ванини» Н. Н. Каретникова
- 1962 — «Русские миниатюры» на сборную музыку, «Скрябиниана» на музыку А. Н. Скрябина в оркестровке Рогаль-Левицкого
- 1964 — «Лейли и Меджнун» С. А. Баласаняна
- 1965 — «Весна священная» С. И. Стравинского
- 1967 — «Асель» В. А. Власова
- 1967 — «Видение Розы» на музыку К. М. фон Вебера
- 1969 — «Лебединое озеро» П. И. Чайковского (1977 — Римская опера)
- 1971 — «Икар» С. М. Слонимского
- 1975 — «Иван Грозный» на музыку С. С. Прокофьева (Парижская опера)
- 1976 — «Ангара» А. Я. Эшпая (Государственная премия СССР, 1977)
- 1977 — «Подпоручик Киже» на музыку С. С. Прокофьева
- 1978 — «Ромео и Джульетта» С. С. Прокофьева (Парижская опера)
- 1984 — «Раймонда» А. Глазунова

#### Оперы
- 1979 — «Бал-маскарад» Дж. Верди
- 1981 — «Сельская честь» П. Масканьи (концертное исполнение)
- 1982 — «Паяцы» Р. Леонкавалло (1982, концертное исполнение)
- 1986 — «Вертер» Ж. Массне (режиссёрский дебют Елены Образцовой)
- 1986 — «Мазепа» П. И. Чайковского

### Письмо в газеты «Правда» и «Литературная газета»
В 1977 году руководство Парижской оперы решило заказать новую постановку оперы П. И. Чайковского «Пиковая дама» советскому режиссёру Юрию Любимову. В качестве дирижёра из Большого театра был приглашён Геннадий Рождественский, музыкальная обработка была поручена композитору Альфреду Шнитке. В период подготовки спектакля А. Жюрайтис также находился в Гранд-опера, готовя постановку балета Юрия Григоровича «Ромео и Джульетта».
Шнитке вспоминал, что оставил клавир в библиотеке Оперы — так что Жюрайтис познакомился с партитурой случайно. Историк М. Я. Геллер сообщал, что он без разрешения заглянул в партитуру.
Жюрайтис был возмущён композиторской версией Шнитке и на основании увиденного в клавире написал «открытое письмо» под названием «В защиту „Пиковой дамы“», в котором резко выступил против постановки в Гранд-опера оперы «Пиковая дама» в оригинальной интерпретации режиссёра Юрия Любимова (музыкальная обработка Альфреда Шнитке, дирижёр Геннадий Рождественский). Эта большая статья была опубликована сперва 8 марта 1978 года в «Литературной газете», наиболее читаемой газете советской интеллигенции, а три дня спустя, 11 марта, в канун генеральной репетиции оперы — в газете «Правда», главном печатном органе КПСС:

…Разве позволительно советским гражданам устраивать средневековое аутодафе над обожаемым советским народом, любителями музыки всей земли Чайковским, выступая в роли инквизиторов? Разве пристойно предавать нашу святыню ради мелких интересов дешёвой заграничной рекламы… Это преднамеренная акция разрушения памятника русской культуры…. Не проявили ли соответствующие организации попустительство этому издевательству над русской классикой?.. Все, кому дорого великое наследие русской культуры, не могут не протестовать против безнравственности в обращении с русской классикой и не осудить инициаторов и участников издевательства над шедевром русской оперы.
Рассуждая о «композиторишке-авангардисте», дирижёр не назвал композитора по имени. Сам Шнитке полагал, что Жюрайтис не был инициатором статьи, а за всей этой интригой проглядывалась фигура секретаря ЦК КПСС по идеологии Михаила Суслова.
Статья имела далеко идущие последствия: Юрий Любимов был обвинён в извращении отечественной классики, ему был закрыт выезд в Париж на генеральную репетицию спектакля. Постановка оперы, в нарушение существовавших международных договорённостей, была сорвана, что вызвало громкий скандал и последующий бойкот официальных культурных мероприятий СССР со стороны как Парижской оперы, так и других культурных учреждений Западной Европы.
«Инквизиторская статья в „Правде“ Альгиса Жюрайтиса заняла почётное (по силе общественного резонанса) второе место после „Сумбура вместо музыки“ в отечественной оперной критике» — писала два десятилетия спустя газета «Коммерсантъ».

## Награды и звания, премии
- 1954 — Орден «Знак Почёта»[11]
- 1968 — лауреат международного конкурса Академии «Санта-Чечилия» в Риме.
- 1968 — Заслуженный артист РСФСР
- 1976 — Народный артист РСФСР
- 1977 — лауреат Государственной премии СССР (за балет «Ангара» в постановке Ю. Н. Григоровича)